# إدي ليما
إدي ماريا دوترا دا كوستا ليما (7 يوليو 1924 - 1 مايو 2021) كاتبة من البرازيل. كتبت أكثر من خمسين عملاً، من بينها سلسلة كتب الأطفال فاكا فوادورا. كما كتبت ليما أعمال مسرحية والسيناريوهات للمسلسلات التلفزيونية.

## السيرة الشخصية
ولدت ليما في باجيه، ريو غراندي دو سول، في عام 1924. في عام 1941 وفي سن 17 انتقلت إلى بورتو أليغري، حيث عملت كمراسلة لمجلة ريفيستا دو غلوبو. انتقلت لاحقًا إلى ساو باولو، حيث كتبت في صحيفتي جورنال دي ساو باولو ودياريو دي ساو باولو. نشرت ليما كتابها الأول للأطفال في عام 1945، موديها أماسادا، في عام 1972 كتبت فاكا فوادورا (البقرة الطائرة)، وهو الأول من سلسلة من سبعة كتب.
توفيت إيدي ليما في ساو باولو في 1 مايو 2021.